# Enneapterygius senoui
Enneapterygius senoui är en fiskart som beskrevs av Motomura, Harazaki och Hardy 2005. Enneapterygius senoui ingår i släktet Enneapterygius och familjen Tripterygiidae. Inga underarter finns listade i Catalogue of Life.